# De Wicher
De Wicher is een spinnenkopmolen aan de Hoogeweg bij Kalenberg in de Nederlandse provincie Overijssel.
In 1943 werd op ongeveer dezelfde plek een spinnenkop afgebroken. In 1980 ontstond het initiatief de molen te herbouwen, in samenwerking met Staatsbosbeheer die de molen thans in eigendom heeft. De molen kwam in 1982 gereed. Het object heeft de status gemeentelijk monument.
De houten roeden zijn voorzien van het Oudhollands hekwerk met zeilen. De binnenroede is 12,65 m lang en de buitenroede 13,00 m. De bovenas is van hout.
De molen wordt gevangen, stilgezet, met een Vlaamse vang, die bediend wordt met een trekvang.
Om de koker zit een kokerkraag met daarboven de steenburrie.
De donsbalk waar de koningsspil op rust is uitgevoerd als wervelbalk, waarmee de vijzel uit het werk gezet kan worden.

## Fotogalerij

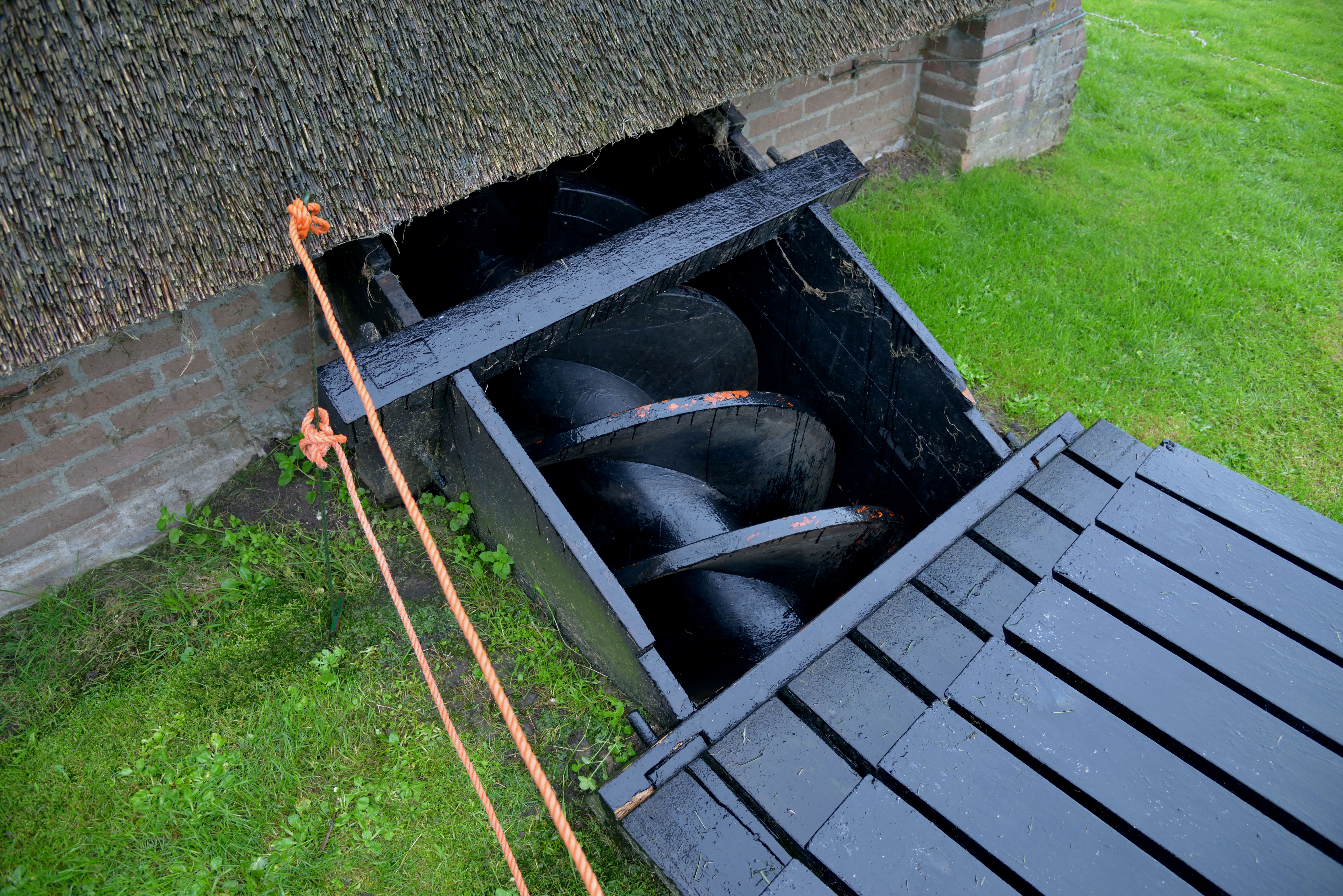
Houten vijzel
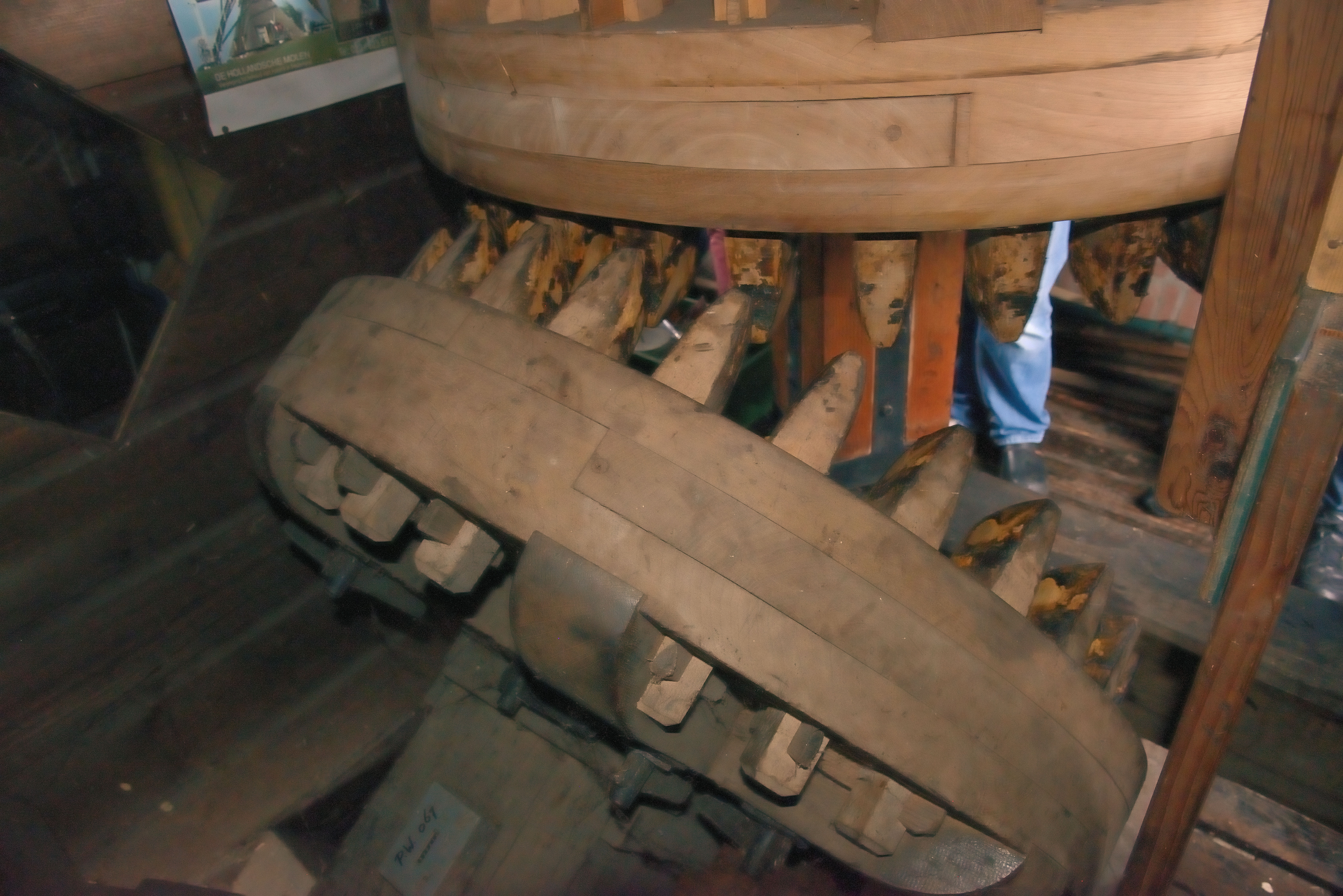
Onderbonkelaar en vijzelwiel
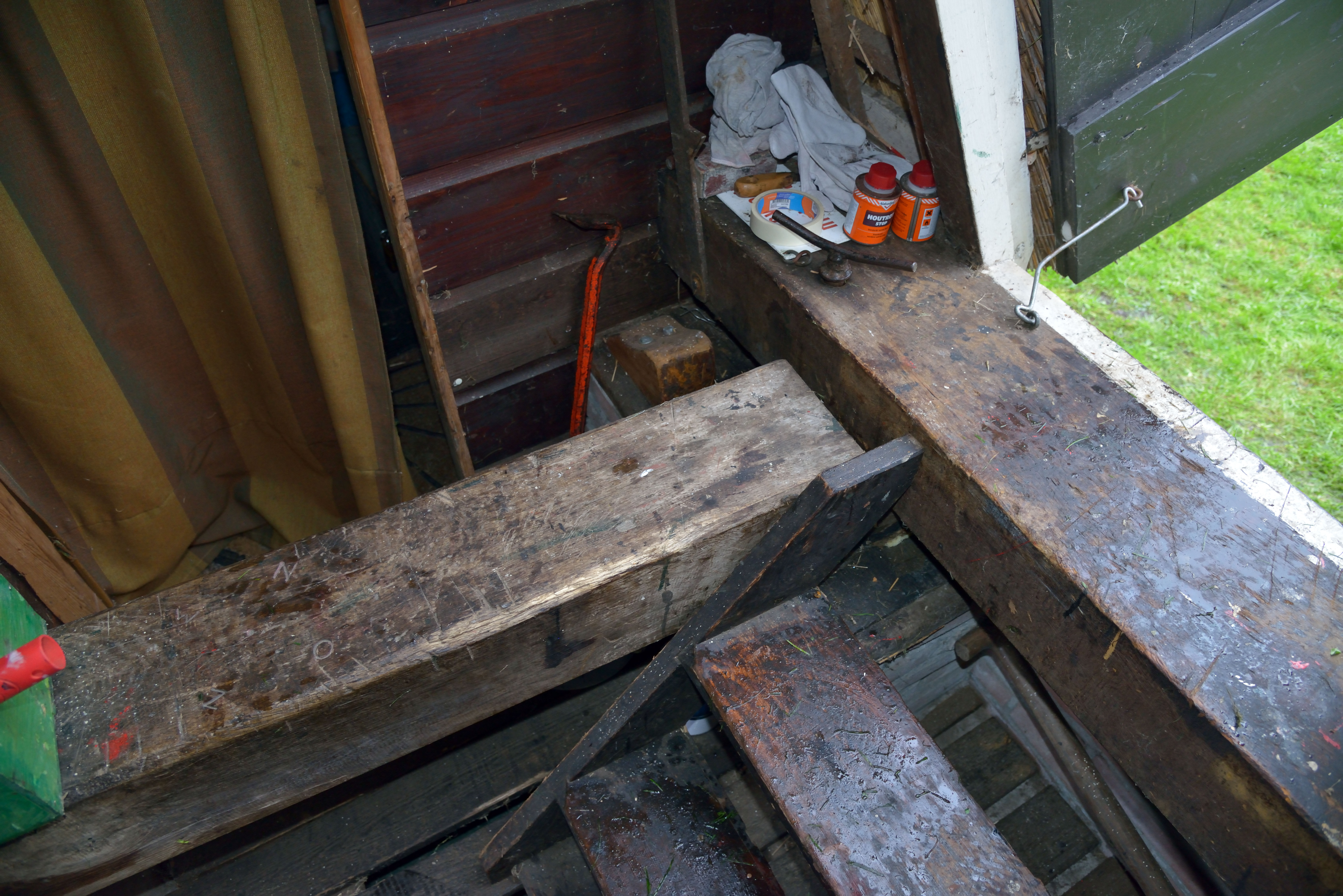
Donsbalk als wervelbalk. De vijzel staat uit het werk.
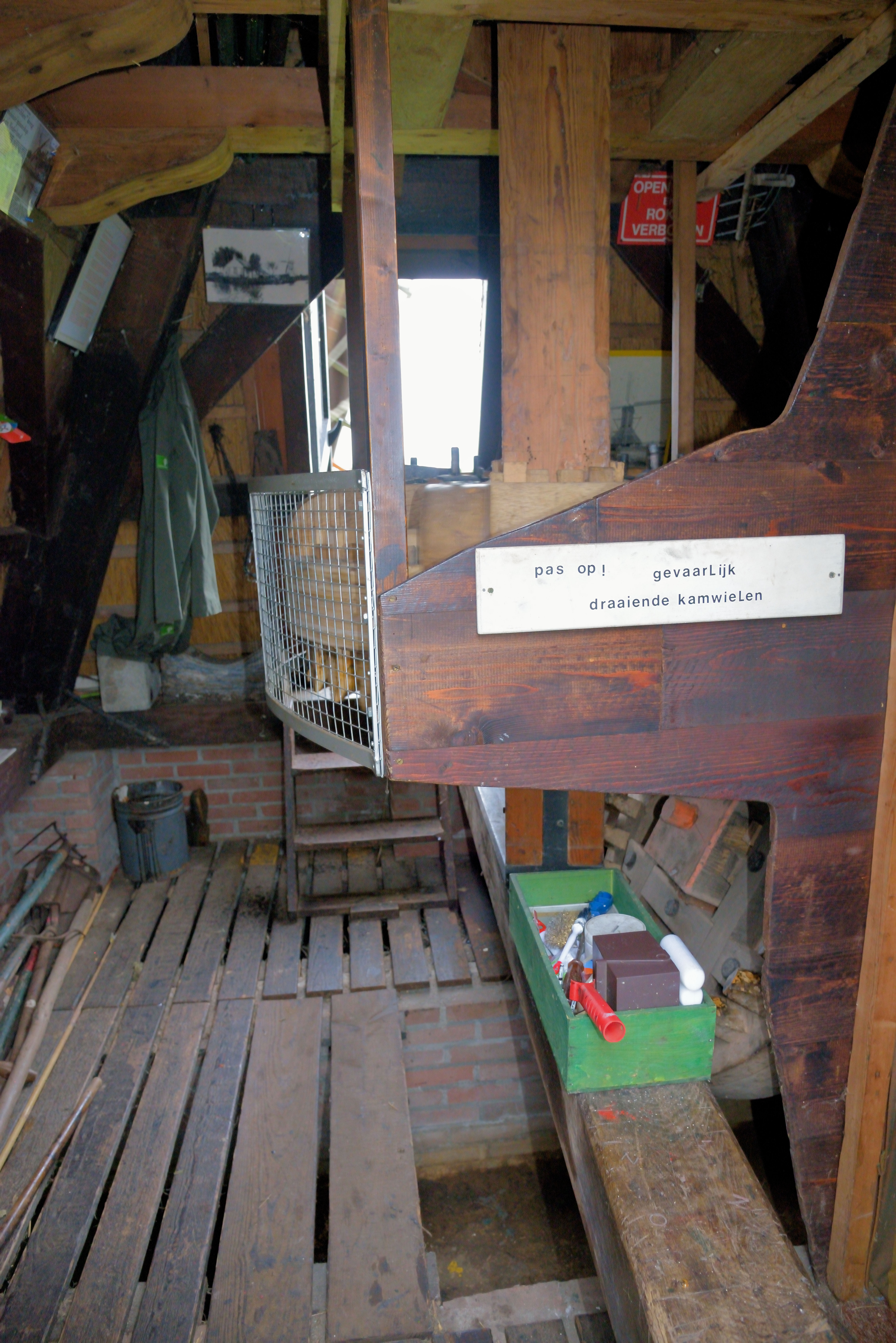
Ondertoren
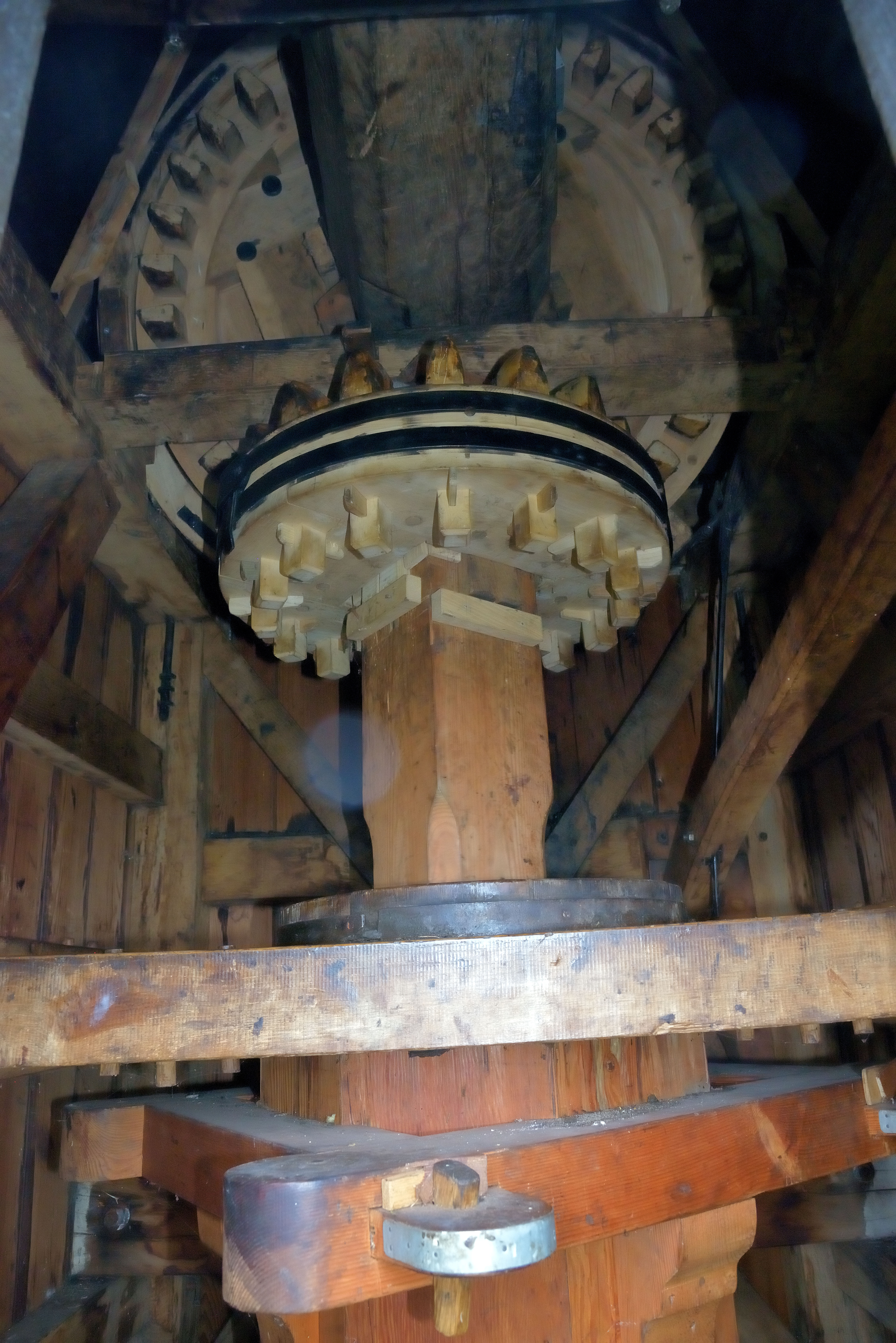
Bovenwiel, bovenbonkelaar, steenburrie en kokerkraag
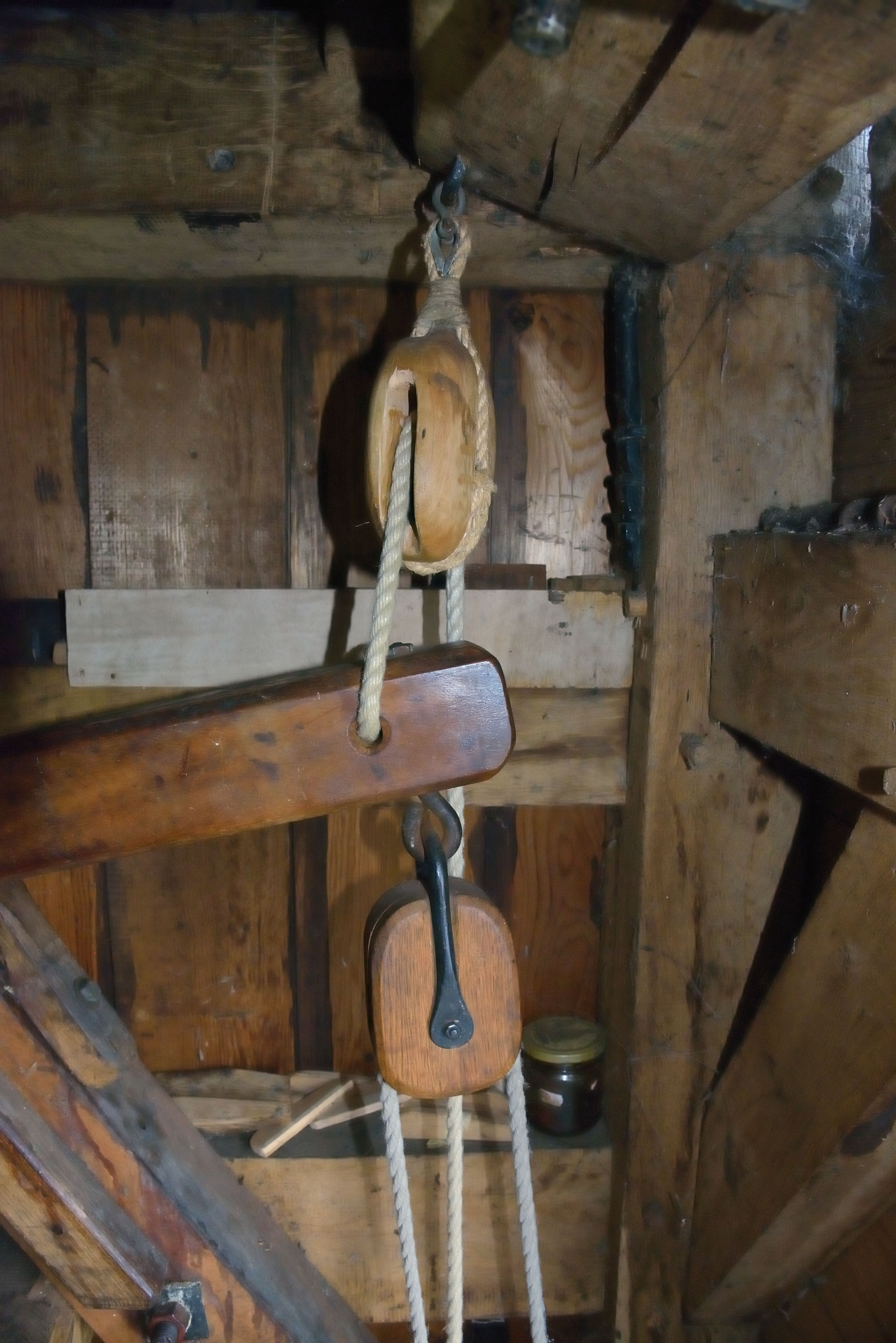
Trekvang

## Overbrengingen
- De overbrengingsverhouding is 1 : 2,13
- Het bovenwiel heeft 33 kammen en de bovenbonkelaar heeft 16 kammen. De koningsspil draait hierdoor 2,06 keer sneller dan de bovenas. De steek, de afstand tussen de kammen, is 11,5 cm.
- De onderbonkelaar heeft 31 kammen en het vijzelwiel 30 kammen. De vijzel draait hierdoor 1,03 keer sneller dan de koningsspil en 2,13 keer sneller dan de bovenas. De steek is 10,2 cm.

Een vrijwillig molenaar laat de molen regelmatig op windkracht met de houten vijzel malen. De diameter van de houten vijzel is 80 cm en heeft een opvoerhoogte van 45 cm. De vijzel kan 480 m3 water per uur verplaatsen.
Vlak bij de molen bevindt zich een tjasker